# علي محمد القاضي
علي محمد أحمد القاضي، إماراتي الجنسية، لاعب نادي العين لكرة اليد، من مواليد 1986. يلعب في مركز «جناح». حصد مع الفريق العديد من البطولات على المستوى المحلي منها: كأس رئيس دولة الإمارات وكأس الاتحاد.